# اضطراب التشوه الجسمي
اضطراب التشوه الجسمي أو ما يعرف باسم (BDD) اختصارا للاسم الإنجليزي (بالإنجليزية: Body dysmorphic disorder)‏ وكان يعرف سابقا باسم ديسمورفوفوبيا  هو اضطراب وسواسي (نفسي) الذي يشعر معه الشخص المصاب به بقلق مفرط بسبب عيب في شكل أو معالم جسمه.
قد يشكو المصاب من عدد من معالم الجسد أو من سمة واحدة، أو حتى من ميزة غامضة أو من المظهر العام، بحيث يسبب ذلك معاناة نفسية قد تعوق مزاولة الوظيفة المهنية و/أو الاجتماعية، وقد تتطور الأمور أحياناً لتصل إلى درجة شديدة من الاكتئاب والقلق، أو تطور لاضطرابات قلق أخرى مثل العزلة الاجتماعية وغيرها. يقدر أن 1 - 2 في المائة من سكان العالم يحققون جميع معايير التشخيص لاضطراب التشوه الجسمي.
تختلف الأسباب الدقيقة لاضطراب التشوه الجسمي من شخص إلى آخر. ومع ذلك، يعتقد معظم الأطباء بأنه من الممكن أن يكون مزيجاً من العوامل البيولوجية والنفسية، والعوامل البيئية من الماضي أو الحاضر، حيث من الممكن أن تكون إساءة المعاملة والإهمال أيضا من العوامل المساهمة.
ظهور الأعراض عادة يحدث في سن المراهقة أو في سن البلوغ المبكر، حيث تبدأ أكثر الانتقادات الشخصية لمظهر للمرء عادة، على الرغم من أن حالات ظهور الاضطراب عن الأطفال والبالغين غير معروفة. يعتقد خطأ بأن معظم حالات اضطراب التشوه الجسمي هي عند النساء، ولكن تشير الأبحاث بأن الاضطراب يؤثر على الرجال والنساء على قدم المساواة.

## الأعراض
هناك العديد من الأعراض الشائعة والسلوكيات المرتبطة باضطراب التشوه الجسمي. تكون الكثير من الأعراض مرتبطة بتصرفات تتعلق بطبيعة العيب المتصور المتسبب بالاضطراب. على سبيل المثال، الاستخدام الكثيف لمستحضرات التجميل مع تصور وجود عيوب جلدية. نظراً لهذا العامل فإن العديد من المصابين فقط يظهرون القليل من الأعراض والسلوكيات المشتركة.

### الأعراض الشائعة
تشمل الأعراض الشائعة لاضطراب التشوه الجسمي:
- التفكير بشكل مفرط حول تشوه المظهر.
- الهوس والسلوكيات المتصلة بالتشوهات المتصورة.
- أعراض الاكتئاب.
- أفكار وهمية ومعتقدات متعلقة بالتشوهات المتصورة.
- انسحاب اجتماعي وأسري، رهاب اجتماعي، والشعور بالوحدة بسبب العزلة الاجتماعية.
- تصور الانتحار.
- القلق؛ وقد يترافق مع هجمات ذعر.
- تدني احترام الذات.
- الشعور بالذات في البيئات الاجتماعية، الاعتقاد بأن الآخرين يسخرون من التشوهات المتصورة.
- شعور قوي بالعار.
- اضطراب الشخصية التجنبية: تجنب ترك المنزل، أو ترك المنزل فقط في أوقات معينة، على سبيل المثال، في الليل.
- شخصية اعتمادية: الاعتماد على الآخرين، مثل الشريك أو الصديق أو الأسرة.
- عدم القدرة على العمل أو عدم القدرة على التركيز في العمل بسبب الانشغال بالمظهر.
- انخفاض الأداء الأكاديمي (مشاكل الحفاظ على مستوى الدرجات، مشاكل في حضور المدرسة/الكلية).
- مشاكل بدء والحفاظ على علاقات (العلاقات الحميمة والصداقات).
- تعاطي الكحول أو المخدرات.
- تكرار السلوك بشدة مثل استخدام مستحضرات التجميل؛ التحقق بانتظام من المظهر في المرآة.
- رؤية صورة متفاوتة للنفس عند مراقبة لمرآة أو لسطح عاكس.
- هوس الكمالية (بإجراء جراحة تجميلية والسلوكيات مثل الترطيب المفرط للبشرة).

### السلوكيات المرافقة
تشمل السلوكيات المرافقة لاضطراب التشوه الجسمي ما يلي:
- تفحص النفس بالمرآة، أو النظر في الأبواب والنوافذ والأسطح العاكسة الأخرى.
- بشكل معاكس، عدم القدرة على الاطلاع على الصور الفوتوغرافية للذات، أو إزالة المرايا من المنزل.
- محاولة لتمويه العيب المتصور: على سبيل المثال، استخدام المستحضرات التجميلية، ارتداء لباس فضفاض، الحفاظ على هيئة معينة أو ارتداء قبعة.
- استخدام تقنيات الهاء: مثل محاولة تحويل الانتباه بعيداً عن العيب المتصور، مثل ارتداء ملابس فخمة أو مجوهرات مفرطة.
- سلوكيات تجميل مفرطة: مثل قطف الجلد، تمشيط الشعر، ونتف الحاجبين، الحلاقة، إلخ.
- لمس كثيف للجلد، خاصة من أجل قياس أو استشعار العيب المتصورة.
- العدائية تجاه الناس الآخرين بدون سبب معروف، ولا سيما أولئك من الجنس الآخر، أو نفس الجنس إن كان ذو ميول جنسية مثلية.
- السعي للحصول على الحنان أو الحب.
- اتباع نظام حمية مفرط أو العمل على تحسين المظهر الخارجي.
- إيذاء النفس
- مقارنة مظهر، هيئة أجزاء الجسم مع الآخرين، أو مشاهدة كثيفة للمشاهير المفضلين.
- هوس البحث عن المعلومات: قراءة الكتب والمقالات المنشورة في الصحف والمواقع التي تتصل بالعيب المتصور في الشخص، مثل طرق علاج تساقط الشعر أو فرط الوزن وغيرها.
- الهوس بجراحة التجميل أو العلاج الجلدي، والتي تؤدي كثيرا إلى نتائج غير مرضية (في نظر إلى المريض).
- وفي الحالات القصوى، محاولة المرضى لإجراء جراحة التجميل على أنفسهم، بما في ذلك شفط الدهون.

### المواقع الشائعة لملاحظة العيوب
في بحث أجرته الدكتورة كاثرين فيليبس، شمل ما يزيد على 500 مريض، كانت
النسبة المئوية للمرضى المعنيين مع المواقع الأكثر شيوعاً من الجسم على النحو التالي:
| - الجلد (73%) - الشعر (56%) - الوزن (55%) - الأنف (37%) - أصابع القدمين (36%) - البطن (22%) - الثدي/الصدر/الحلمتان (21%) - العيون (20%) - الفخذين (20%) - الأسنان (20%) - الساقين (بشكل عام) (18%) | - هيئة الجسم/الهيكل العظامي (1.5%) - ملامح الوجه (1.4%) - حجم الوجه/الشكل (20%) - الشفاه (12%) - الأرداف (12%) - الذقن (11%) - الحاجبين (11%) - الوركين (11%) - الآذان (9%) - الساعدين/الرسغين (9%) | - الخصر (9%) - الأعضاء التناسلية (8%) - عظام الخدين/الخد (8%) - الأظافر (8%) - ارتفاع (7%) - شكل الرأس/ الشكل (6%) - الجبهة (6%) - الأقدام (6%) - الأيدي (6%) - الفك (6%) | - الفم (6%) - الخلفية (6%) - أصابع (5%) - الرقبة (5%) - الكتفين (3%) - الركبتين (3%) - الكاحلين (2%) - عضلات الوجه (1%) |